# USA:s ambassad i Kabul
USA:s ambassad i Kabul är USA:s officiella beskickning i Afghanistan.
Kungariket Afghanistan erkändes av USA år 1923 och en amerikansk diplomat ackrediterades år 1935. Sju år senare öppnades en beskickning i Kabul som år 1948 upphöjdes till ambassad. Den stängdes den 30 januari 1989 då man befarade för dess säkerhet efter  
Afghansk-sovjetiska kriget. 
Ambassaden i Kabul öppnade igen efter den USA-ledda interventionen i Afghanistan år 2002. I samband med Talibanoffensiven 2021 stängdes ambassaden igen och personalen evakuerades till Hamid Karzais internationella flygplats.
Ambassadbyggnaden, som kostade mer än 800 miljoner dollar att bygga, ritades av amerikanska Sorg Architects och invigdes år 2013.
I augusti 2021 stängdes ambassaden ner till följd av Talibanoffensiven 2021.